# (3623) Chaplin
(3623) Chaplin es un asteroide perteneciente al cinturón de asteroides, descubierto el 4 de octubre de 1981 por Liudmila Karachkina desde el Observatorio Astrofísico de Crimea (República de Crimea).

## Designación y nombre
Designado provisionalmente como 1981 TG2. Fue nombrado Chaplin en honor al actor británico Charles Chaplin.